# Maria Häussler
Maria Häussler, auch Maria Häußler (* 18. Dezember 1939 in Berlin; † 27. Januar 2015 in Eastbourne, Vereinigtes Königreich), war eine deutsche Schauspielerin.

## Leben und Karriere
Maria Häussler war die Tochter des Schauspielerehepaares Richard Häußler und Helga Freiin von Wangenheim (1912–1996). Ihre Mutter war eine Tochter des königlich-preußischen Majors Ludwig Freiherr von Wangenheim und dessen Ehefrau Cordula Mühlmann. Nach seiner Scheidung Ende der 1950er Jahre war ihr Vater mit der Schauspielerin Maria Andergast verheiratet; ihre Mutter heiratete im März 1964 den Dramaturgen und Filmemacher Otto Baron von Hahn (1923–1995).
Ihr Debüt als Filmschauspielerin gab Häussler als 16-Jährige unter der Regie von Hans Heinrich als junge, hübsche Schiffbaustudentin Anne Vollbeck in der DEFA-Binnenschifferkomödie Alter Kahn und junge Liebe (1957) an der Seite von Götz George, der in diesem Film seine erste größere Filmrolle spielte. Häussler und George, für den Maria Häussler seine erste „richtige“ Freundin war, verliebten sich während der Dreharbeiten ineinander; die Liaison setzte sich nach den Dreharbeiten fort und dauerte zwei Jahre an.
In der Spielzeit 1956/57 trat Häussler am Hebbel-Theater in Berlin in dem Lustspiel Die Abiturientin (Matura) von Ladislas Fodor in einer Inszenierung von Erik Ode auf. In der Spielzeit 1957/58 gastierte sie am Theater am Kurfürstendamm in Die Zeit und die Conways. In der Spielzeit 1957/58 trat sie auch an der Freien Volksbühne Berlin in einer Inszenierung von Der Alpenkönig und der Menschenfeind (Regie: Oscar Fritz Schuh) auf. Gelegentlich war sie zwischen 1956 und 1958 bei der DEFA auch als Synchronsprecherin tätig.
Nach dem Mauerbau 1961 ging Häussler in den Westen. Zu ihren weiteren Bühnenrollen gehörten u. a. die Prinzessin Sidselill in Schluck und Jau (Städtische Bühnen Frankfurt, Regie: Herbert Kreppel, Premiere: Spielzeit 1962/63) und die Viola in Was ihr wollt (Städtische Bühnen Lübeck, Premiere: Spielzeit 1963/64, Regie: Jürgen von Alten). In der Spielzeit 1964/65 spielte sie an den Bühnen der Hansestadt Lübeck in der Uraufführung des Theaterstücks Wo liegt Jena von Theodor Schübel. Anschließend war sie am Wuppertaler Schauspielhaus engagiert. In einer TV-Verfilmung des Büchner-Dramas Dantons Tod (Erstsendung: März 1963) verkörperte sie unter der Regie von Fritz Umgelter die Julie Danton, die Gattin des Titelhelden.
Als Hörspielsprecherin arbeitete Häussler u. a. beim SWR, beim Süddeutschen Rundfunk, beim WDR und beim NDR. Sie las u. a. Texte von Honoré de Balzac und Bertolt Brecht ein, wirkte in Hörspielen mit (u. a. Urfaust, Besuch im Pfarrhaus von Ilse Aichinger) und nahm Märchenhörspiele auf. 1974 übernahm sie beim WDR eine Rolle in der Hörspiel-Produktion Es mußte sein, Elke, das war ja nicht mehr auszuhalten oder Die Ängste der Bürger von Renke Korn.
Ab 1963 war Häussler mit dem Regisseur, Oberspielleiter und Dramaturgen Günter Ballhausen (1929–2015) verheiratet. Die Ehe, aus der zwei Töchter hervorgingen, wurde später geschieden.
Maria Häussler starb im Januar 2015 wenige Wochen nach Vollendung ihres 75. Lebensjahres bei einem Aufenthalt im Seebad Eastbourne in der englischen Grafschaft East Sussex.

## Filmografie
- 1957: Alter Kahn und junge Liebe (Kinofilm)
- 1963: Dantons Tod (Fernsehspiel)